# Nuku Hiva
Nuku Hiva è un'isola dell'Oceano Pacifico ed è per dimensione la maggiore dell'arcipelago delle Isole Marchesi. Il principale centro abitato dell'isola è la città di Taiohae.

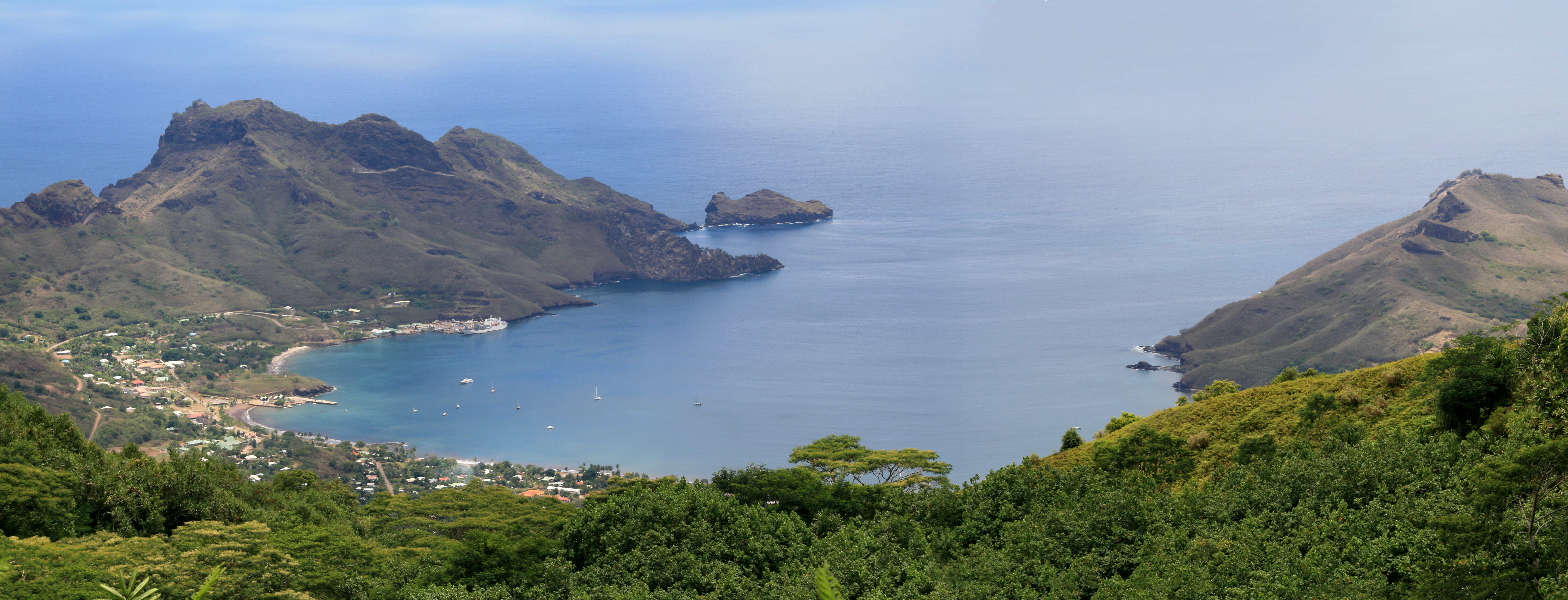
Baia di Taiohae

## Storia
L'isola fu scoperta dall'esploratore americano Joseph Ingraham nel 1791. L'isola fu in seguito sfruttata come porto sicuro (principalmente la Baia di Taiohae). I primi insediamenti sorsero negli anni successivi e la chiesa cattolica s'insediò nel 1839.
La crescita dell'isola ebbe un brusco arresto nel 1863 a causa di una brutta epidemia di vaiolo che causò il decesso di circa 1 000 persone.
Nel 1904 riprende parzialmente la crescita dell'isola con il ripristino delle condizioni igienico sanitarie e istituzionali in generale. Nel 1940, Taiohae diviene capitale dell'isola e delle isole Marchesi.

## Geografia
Nuku Hiva si estende su una superficie di 339 km² ed il suo punto più elevato è la cima del Tekao (1 185m), situato nel nord dell'isola. L'isola si divide in tre aree comunali: Taiohae, Hatiheu, Taipivai.

## Società
Nuku Hiva ha una popolazione è di 2 967 abitanti. 2 133 a Taiohae, 370 a Hatiheu, 464 a Taipivai, i rimanenti nel resto dell'isola (dati 2012).

## Clima
L'isola ha un clima tropicale, caldo temperato con una temperatura media di 29 gradi centigradi costante per quasi l'intero periodo dell'anno. In quota, sulle cime più alte, scende fino a 25 gradi centigradi. La parte sopravvento dell'isola riceve abbondanti piogge, fino a 3000 mm l'anno. La parte opposta è molto più secca e non raggiunge i 700 mm.

## Economia
L'economia dell'isola si basa principalmente sulla pesca e l'agricoltura di sussistenza coltivando e raccogliendo i prodotti dell'albero del pane, il taro, il cocco, la manioca e altri svariati frutti.

### Turismo

#### Strutture
Nella città di Taiohae c'è un albergo a tre stelle che dispone di venti bungalow che s'affacciano sulla città e sulla baia. Ogni stanza è attrezzata con tutti i comfort e la direzione organizza più escursioni per consentire di apprezzare meglio l'isola.

#### Immersioni
Le coste rocciose dell'isola sono ottimi luoghi per l'esplorazione subacquea. L’assenza della barriera corallina porta all'abbondante presenza di fauna pelagica come: balene dalla testa a melone, gli squali martello, gli squali a pinna bianca, le razze, leopardo e pastinaca. Poco distante da Taiohae, nella grotta di Ekamako, c'è una numerosa colonia di razze pastinaca e aragoste. Nella baia del Controllore si possono osservare centinaia di balene dalla testa a melone.

#### Spiagge
Ad Anaho si trova la più grande spiaggia di sabbia bianca delle Isole Marchesi.

## Galleria d'immagini

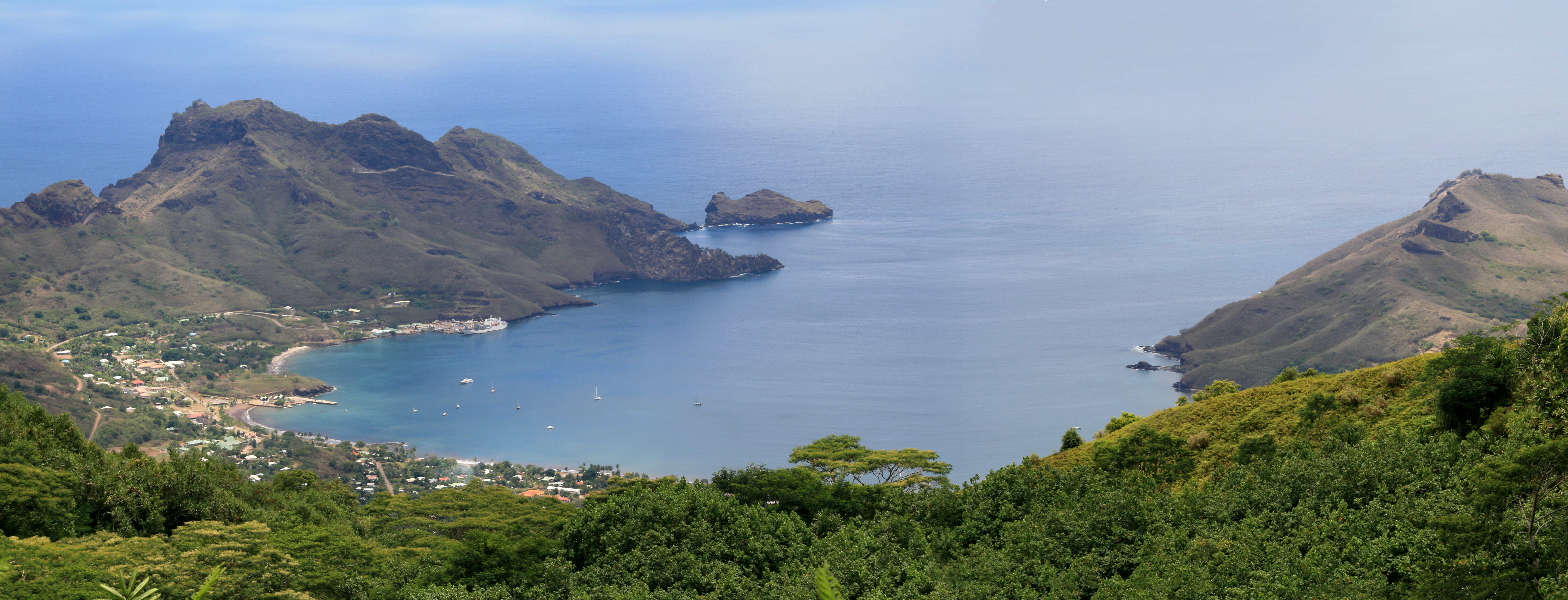
Baia di Taiohae
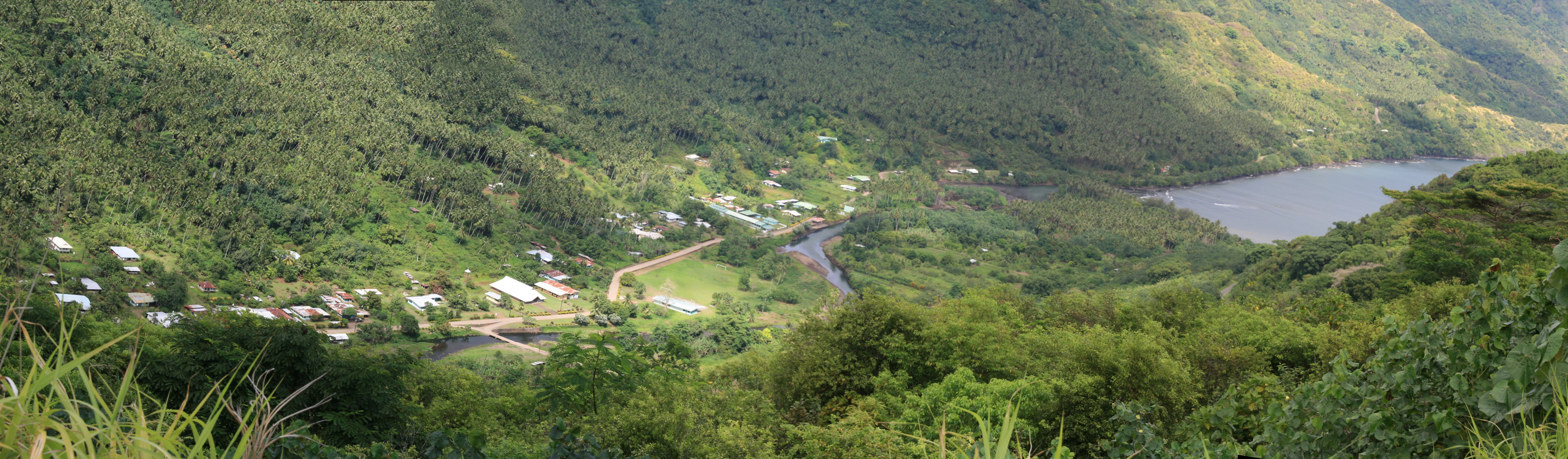
Vista della vallata e della baia dove sorge il centro abitato di Taipivai
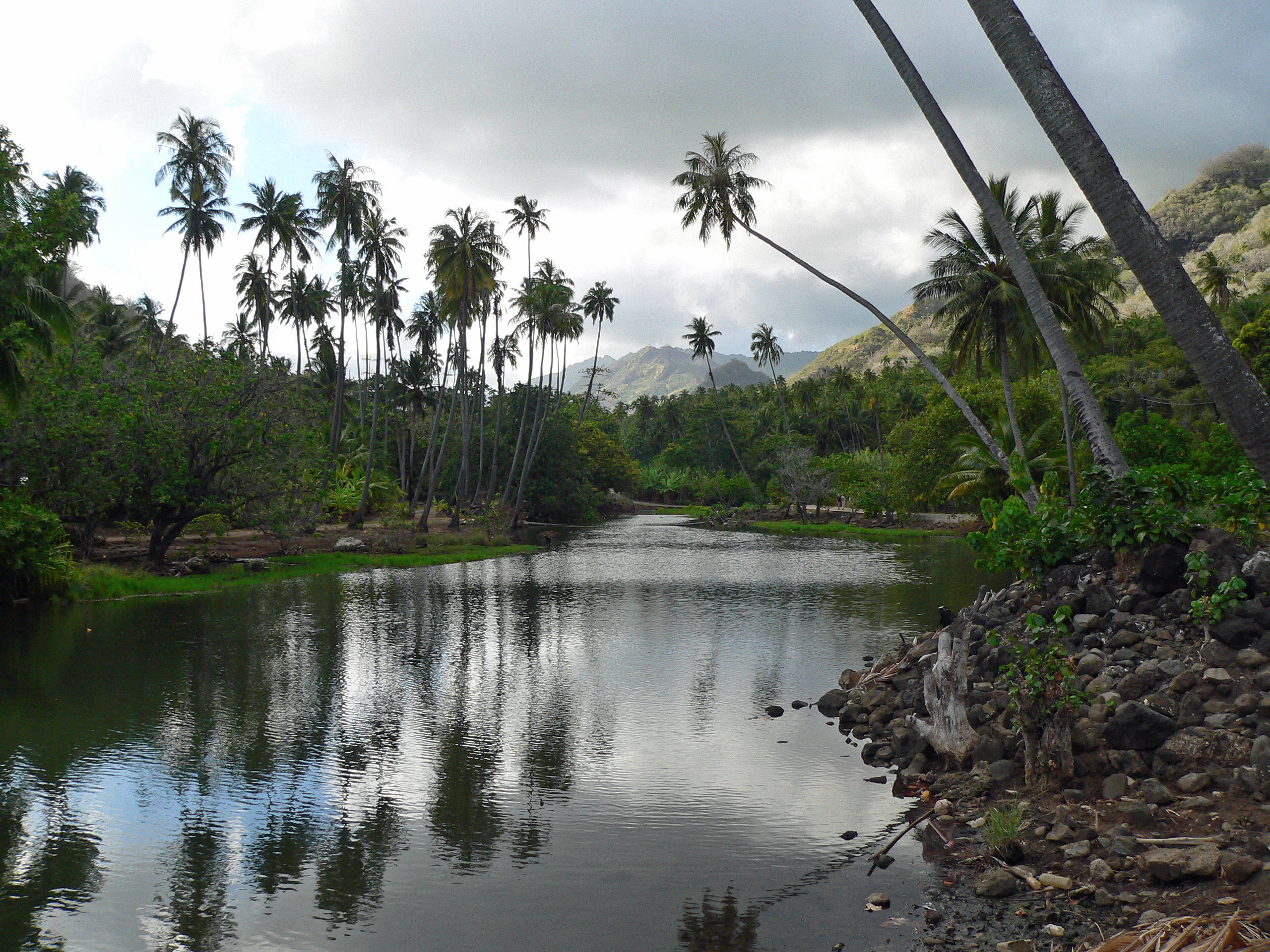
Valle di Taipivai
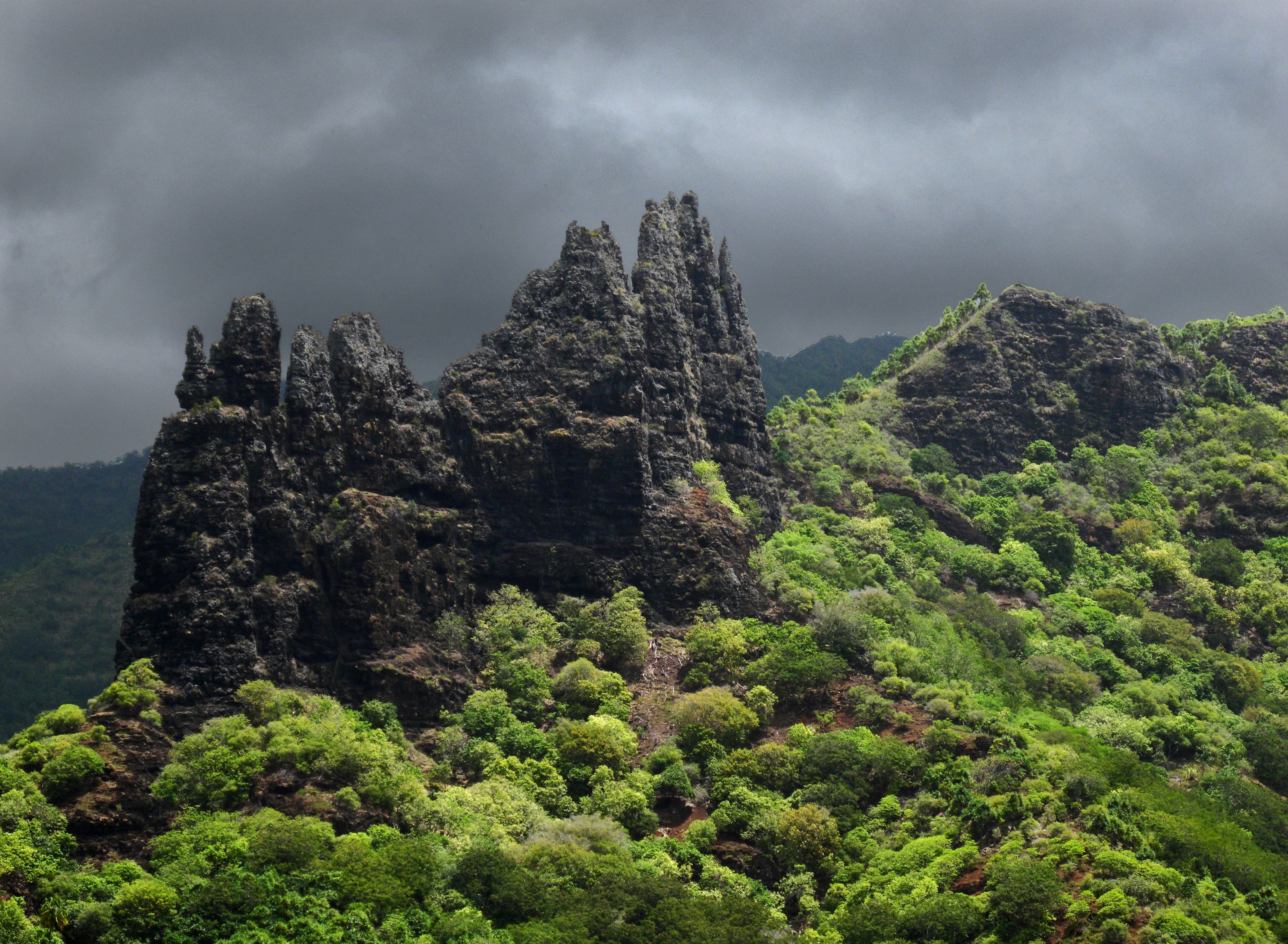
Monti sulla baia di Hatineu
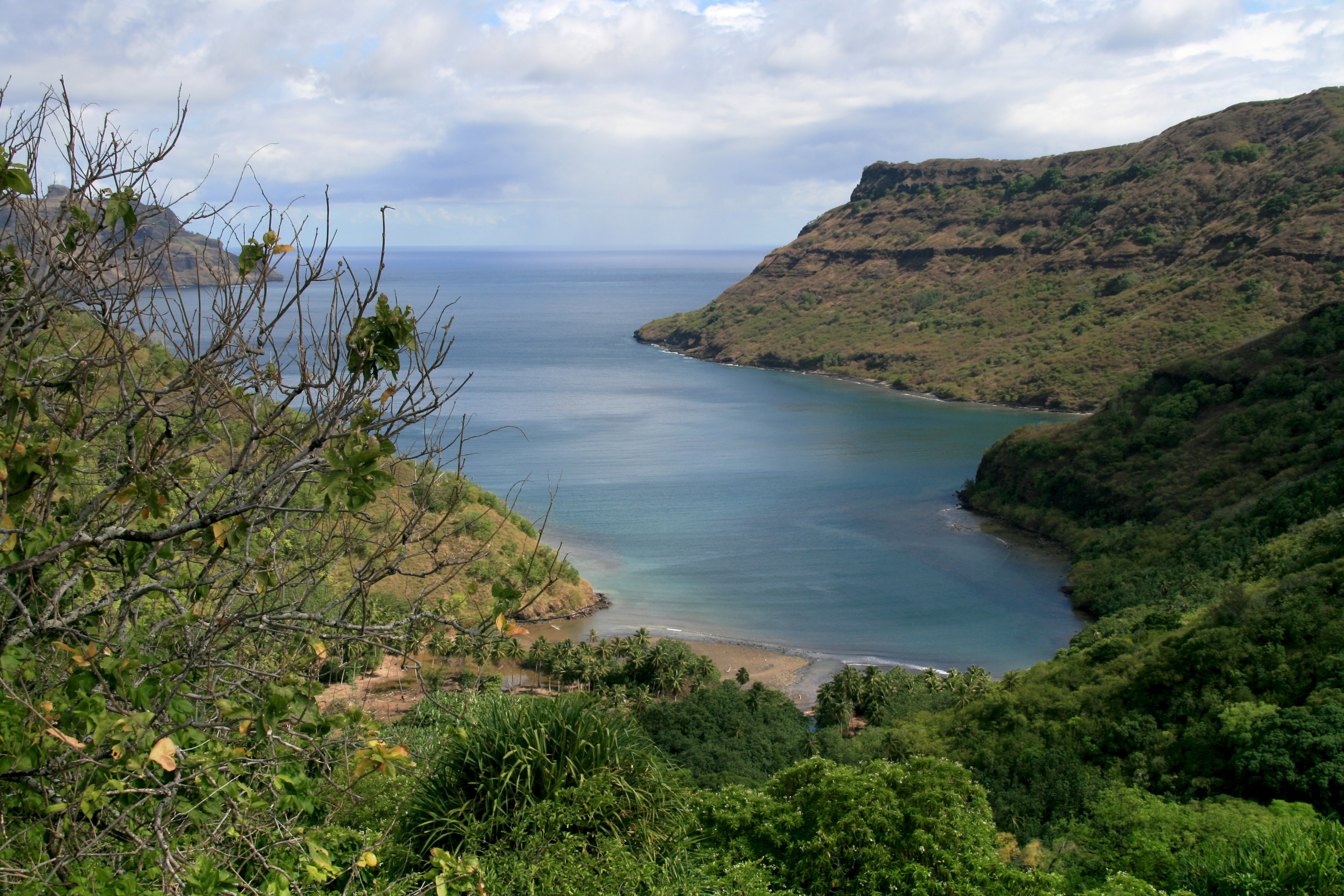
Vista della baia di Hakapaa
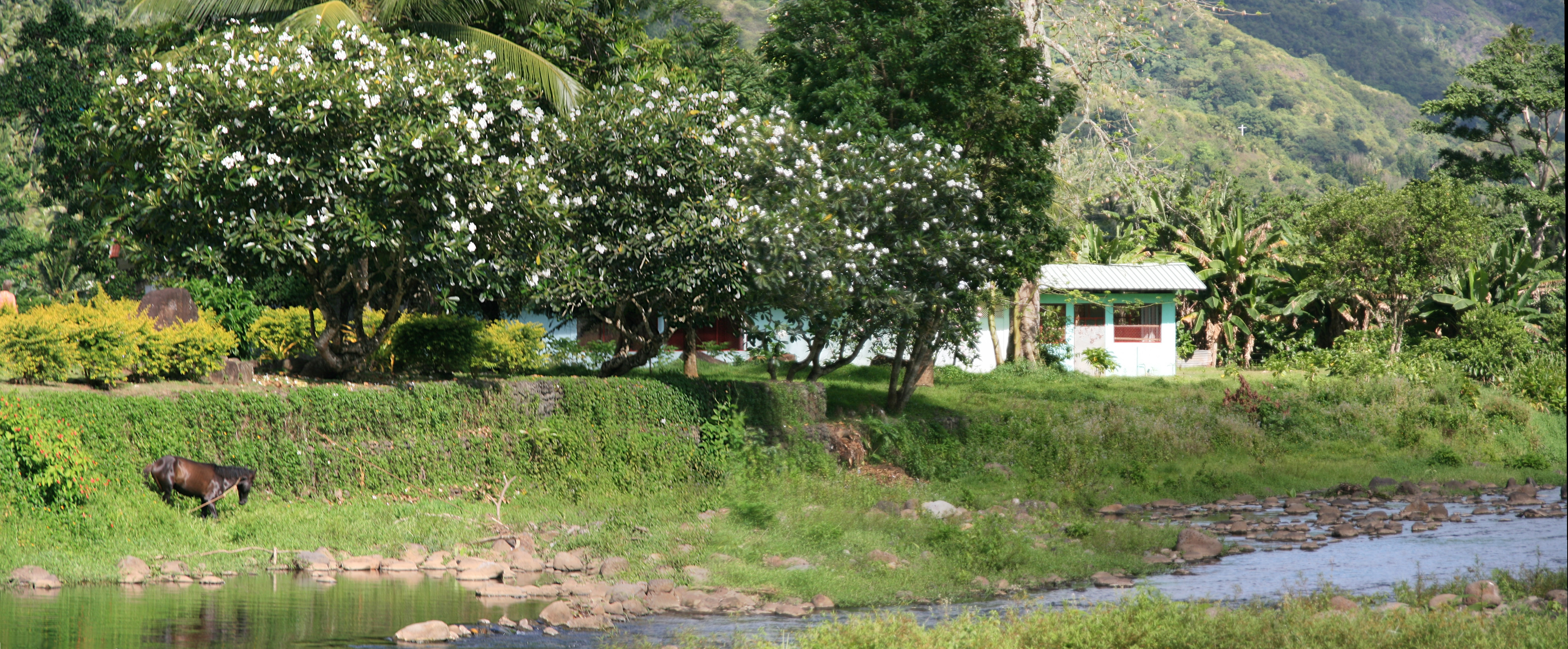
Fiume Taipivai
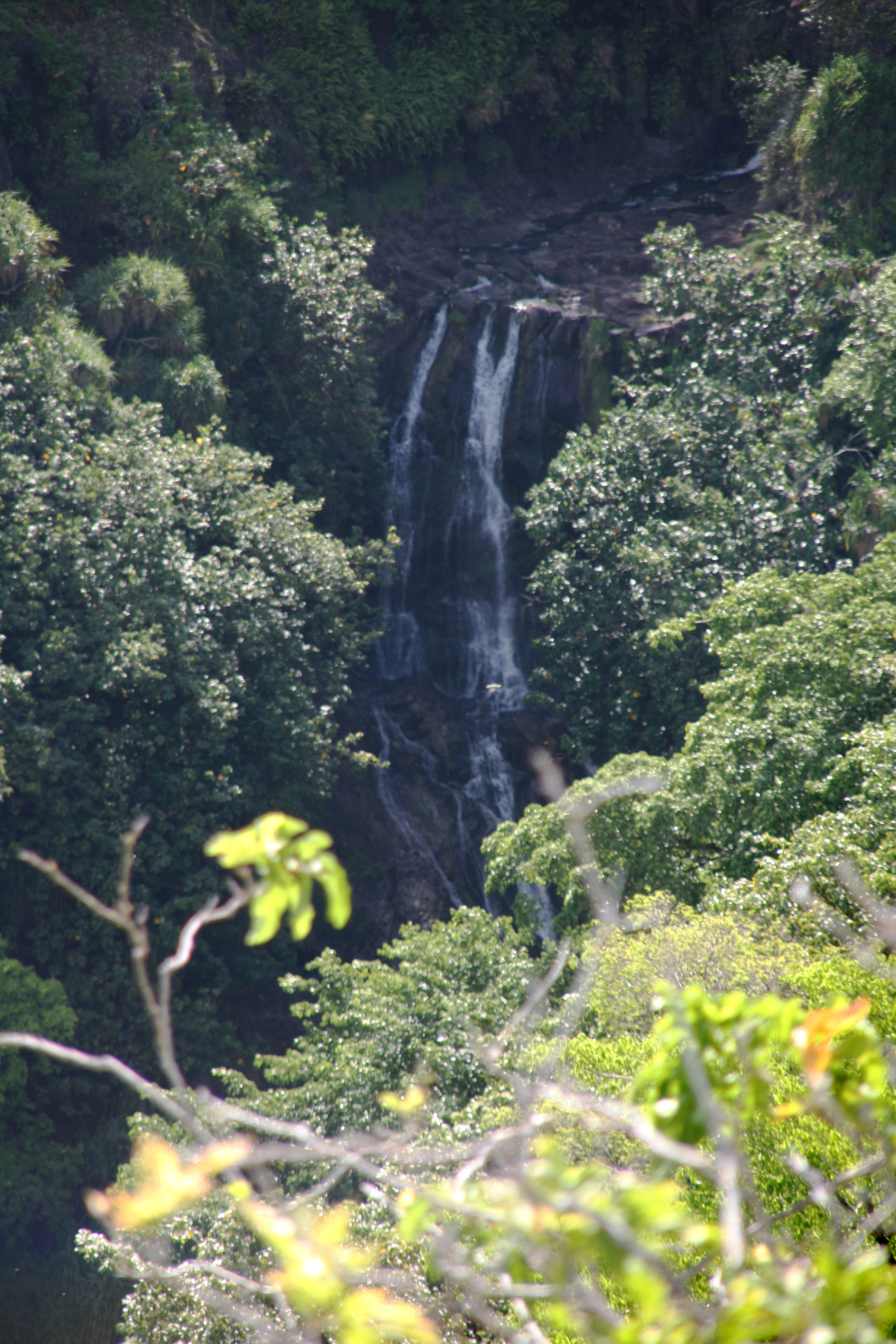
Cascate adiacenti Hakapaa
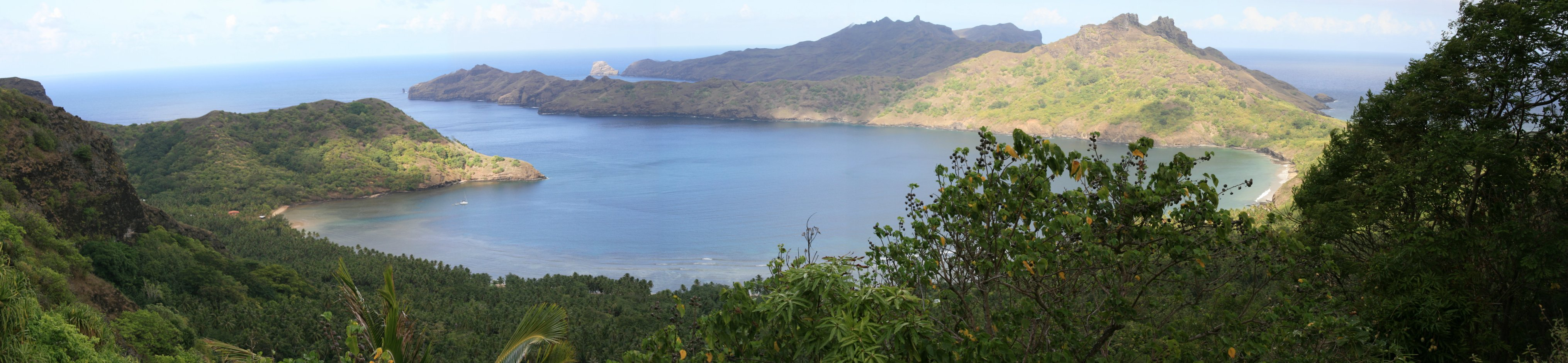
Veduta della baia di Anaho